# عادل نصار
عادل امين نصار من مواليد 25 تشرين الثاني (نوفمبر) 1964، محامٍ ومستشار مقرب من رئيس حزب الكتائب اللبنانية. يشغل منصب وزير العدل في حكومة نواف سلام منذ 8 فبراير 2025.

## ولادته وتحصيله
ولد عادل نصار في بكفيا التابعة لقضاء المتن ب محافظة جبل لبنان في 25 من تشرين الثاني العام 1964م
درس في مدرسة سيدة الجمهور، إجازة في القانون الخاص وإجازة في القانون العام من جامعة القديس يوسف، إضافة إلى دبلوم دراسات معمقة DEA في القانون الخاص العام من جامعة باريس الثانية- بانتيون أساس PANTHEON ASSAS، وماجستير في القانون من جامعة هارفارد- في الولايات
المتحدة.

## عمله ووظائفه
أستاذ قانون الأعمال في جامعة القديس يوسف (1988- 1989).
مستشار قانوني في بنك عوده فرنسا - باريس (1989-1991).
محام في مكتب Thieffry & Associés - باريس (1991-1994).
محام وشريك في مكتب محاماةRaphaël & Associés في بيروت منذ العام 1994.
ممثل السابق للبنان في لجنة التحكيم التابعة لغرفة التجارة الدولية خلال ثلاث سنوات

## آراء وتصريحات
في أغسطس 2025 في سياق نزع سلاح حزب الله، شدد على أن حصر السلاح غير الشرعي ضروري لبناء دولة كاملة، وأن سلاح حزب الله لم يحمي لبنان منذ 2000 بل تسبب بأضرار، مؤكّدًا أن تعزيز دور الجيش يخدم جميع اللبنانيين، وأن غياب مؤسسات الدولة يهدد الدعم الدولي.

## كتبه وآثاره
له العديد من المنشورات القانونية في مجالات التحكيم الدولي، القانون التجاري، وحماية حقوق المستثمرين،
```
نُشرت
[
4
]
 في دوريات قانونية، منها:
```

- "التحكيم الدولي في لبنان" – مجلةArbitration International Review .
- "النظام العام الدولي والتحكيم" – نشرة التحكيم السويسرية.
- "حقوق المساهمين ونشاطهم " – Chambers Global Practice Guide